# Stema municipiului Ploiești

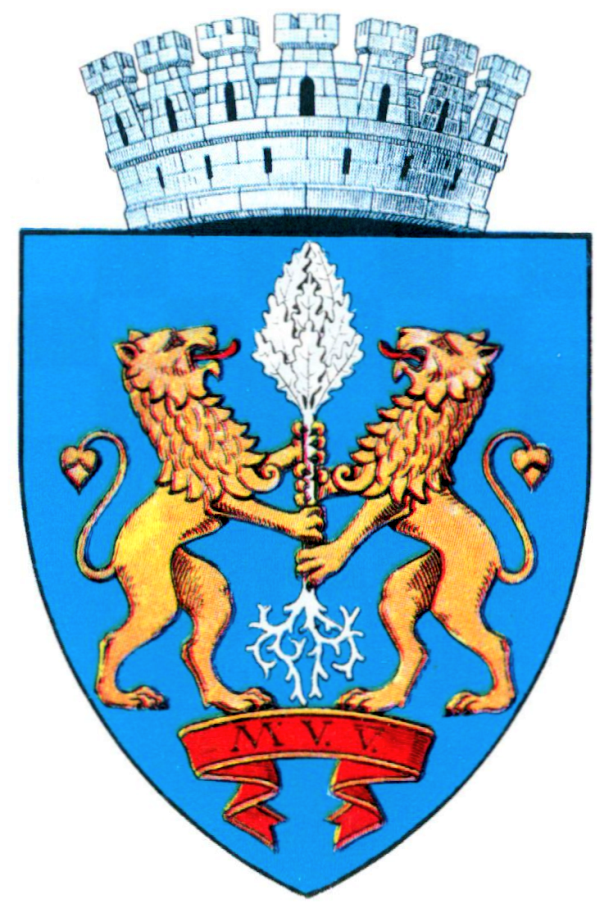
Stema municipiului Ploiești

Stema municipiului Ploiești a fost aprobată în 1998. Se compune dintr-un scut albastru, încărcat cu doi lei de aur, cu limba roșie, care susțin un stejar dezrădăcinat, de argint. Totul este așezat pe o eșarfă roșie pe care sunt înscrise inițialele M.V.V. Scutul este timbrat de o coroană murală de argint, formată din șapte turnuri crenelate.
Semnificația elementelor însumate:
- Reprezentarea, preluată din sigiliul lui Mihai Viteazul ca domn al celor trei țări românești, amintește faptul că acest voievod a întemeiat orașul.
- Inițialele M.V.V. reprezinta prescurtarea numelui Mihai Viteazul-Voievod.